# Antirrhinum
Antirrhinum es un género con 363 especies descritas de las cuales una veintena están aceptadas; anteriormente clasificado en la familia Scrophulariaceae y, tras estudios filogenéticos, reclasificado en la familia Plantaginaceae.

## Descripción
Los miembros de este género son plantas perennes o anuales con especies enanas (15 a 20 cm), medianas (40 a 76 cm) y altas (76 a 120 cm). Se reconoce una sección Antirrhinum, nativa del entorno mediterráneo, y una sección Saerorhinum, del oeste de Norteamérica, donde también se han naturalizado especies de jardinería de origen europeo. Sus características flores labiadas pueden ser de color rojo, rosa, blanco o amarillo.

## Taxonomía
El género fue descrito por Carlos Linneo y publicado en Species Plantarum, vol.  2: 612–618, 1753.
Etimología
Antirrhinum: nombre genérico que deriva de las palabras griegas anti = ‘como’, y rhinon = ‘nariz’, a causa de que las flores parecen apéndices nasales.

## Especies aceptadas de la secciónAntirrhinum
- Antirrhinum australe Rothm.
- Antirrhinum barrelieri Boreau
- Antirrhinum braun-blanquetii Rothm.
- Antirrhinum charidemi Lange
- Antirrhinum × chavannesii Rothm.
- Antirrhinum graniticum Rothm.
- Antirrhinum grosii   Font Quer
- Antirrhinum hispanicum Chav.
- Antirrhinum × kretschmeri Rothm.
- Antirrhinum latifolium Mill.
- Antirrhinum majus  L.
- Antirrhinum martenii (Font Quer) Rothm.
- Antirrhinum meonanthum Hoffmanns. & Link
- Antirrhinum microphyllum Rothm.
- Antirrhinum molle L.
- Antirrhinum × montserratii Molero & Romo
- Antirrhinum pertegasii Rothm.
- Antirrhinum pulverulentum Lázaro Ibiza
- Antirrhinum sempervirens Lapeyr.
- Antirrhinum siculum Mill.
- Antirrhinum valentinum Font Quer